# Frunzenskaja (stanice metra v Moskvě)
Frunzenskaja (rusky Фру́нзенская) je stanice moskevského metra. Pojmenována je po ruském bolševikovi, Michailu Frunzem.

## Charakter stanice
Stanice je součástí Sokolničeské linky, jejího úseku mezi stanicemi Park Kultury a Sportivnaja. Otevřena byla 1. května 1957, denně ji využije okolo 47 000 lidí. Je to podzemní, ražená, trojlodní stanice se zkrácenou délkou střední lodě. Je součástí úseku vedoucího pod řekou Moskvou, a proto je založená pod zemí velmi hluboko, 42 m pod terénem. Je také považována za jednu z posledních, vybudovaných ve stylu stalinistické architektury. Architekty byli Robert Pogrebnoj a Jurij Zenkivič. Obklad stanice tvoří na spodní části prostupů mezi loděmi červený mramor, na stěnách za nástupištěm žluté kachlíky. Na podlahu se použilo několik druhů žuly. Osvětlení zajišťují lustry, umístěné v ose každé ze tří lodí. Na slepém konci lodě střední je pak umístěna busta Michaila Frunzeho, po kterém celá stanice nese název.
Ven z nástupiště vychází po eskalátorovém tunelu jeden výstup do přízemí Paláce mládeže; předtím než však ten byl v roce 1984 postaven zde stál povrchový vestibul.
Za stanicí se nachází severním směrem manipulační spojka, díky níž je Sokolničeská linka propojená s Kolcevskou.